# 展翼鷹
展翼鷹，這種姿勢被形容為「展翅高飛」的姿態，如同一隻鷹在翱翔於天空般自由與振奮。在這個姿勢中，雙臂張開像是展開的翅膀，而分開的雙腿則呈現出一種穩定的平衡，形成了一個人和大自然之間的連結。這種姿勢在幾何中也具有優美的對稱性，彷彿在空間中繪製出一個字母「X」的形狀。
鷹式姿勢在各個人類活動領域中都有廣泛應用，特別是在體育運動中。它常見於奧運舉重比賽、啦啦操表演、自由式滑雪競技、體操比賽、籃球比賽、游泳賽事以及現代芭蕾舞等舞蹈演出中。在花式滑冰項目中，展開鷹式姿勢更是其中一個關鍵的動作，為運動員在場上的表現增添了特殊的視覺效果，同時也與他們的位置和技巧密切相關。此外，鷹式姿勢也廣泛應用於跳傘運動，並在攀岩和自由式摩托車越野賽等領域中出現。

## 軍事懲罰
在美國內戰期間，被判犯有盜竊、值班睡覺或怯懦罪的士兵，有時可能會被綁在一個大木輪上，被迫在那個木輪上待上五到六個小時。